# 多花山壳骨
多花山壳骨（学名：Pseuderanthemum polyanthum）是爵床科山壳骨属的植物。分布在印度以及中国大陆的云南、广西等地，生长于海拔580米至1,700米的地区，目前尚未由人工引种栽培。